# بي. هاريسون
بي. هاريسون هو سياسي سريلانكي وجنوب أفريقي، ولد في 24 يوليو 1964 في أنورادابورا في سريلانكا. نشط حزبياً في الحزب الوطني المتحد. وقد انتخب عضو برلمان سريلانكا ‏ عن دائرة Anuradhapura Electoral District ‏ وقد انضم خلال فترته النيابية ‏ للكتلة البرلمانية United National Front for Good Governance ‏.